# Dolní Věstonice
Dolní Věstonice (deutsch Unter-Wisternitz) ist eine Gemeinde mit 293 Einwohnern (Stand 1. Januar 2023) in der Südmährischen Region, Tschechien. Sie liegt 10 km nördlich von Mikulov (Nikolsburg). Der Ort ist als ein Straßenangerdorf angelegt.

## Geographie
Dolní Věstonice liegt am Fuße der Pollauer Berge sowie am Ufer des „südmährischen Meeres“, das in den 1980er Jahren durch die Aufstauung der Thaya entstanden ist. Die Nachbarorte sind im Norden Strachotín (Tracht), im Süden Horní Věstonice (Ober Wisternitz) und im Osten Pavlov (Pollau).

## Geschichte

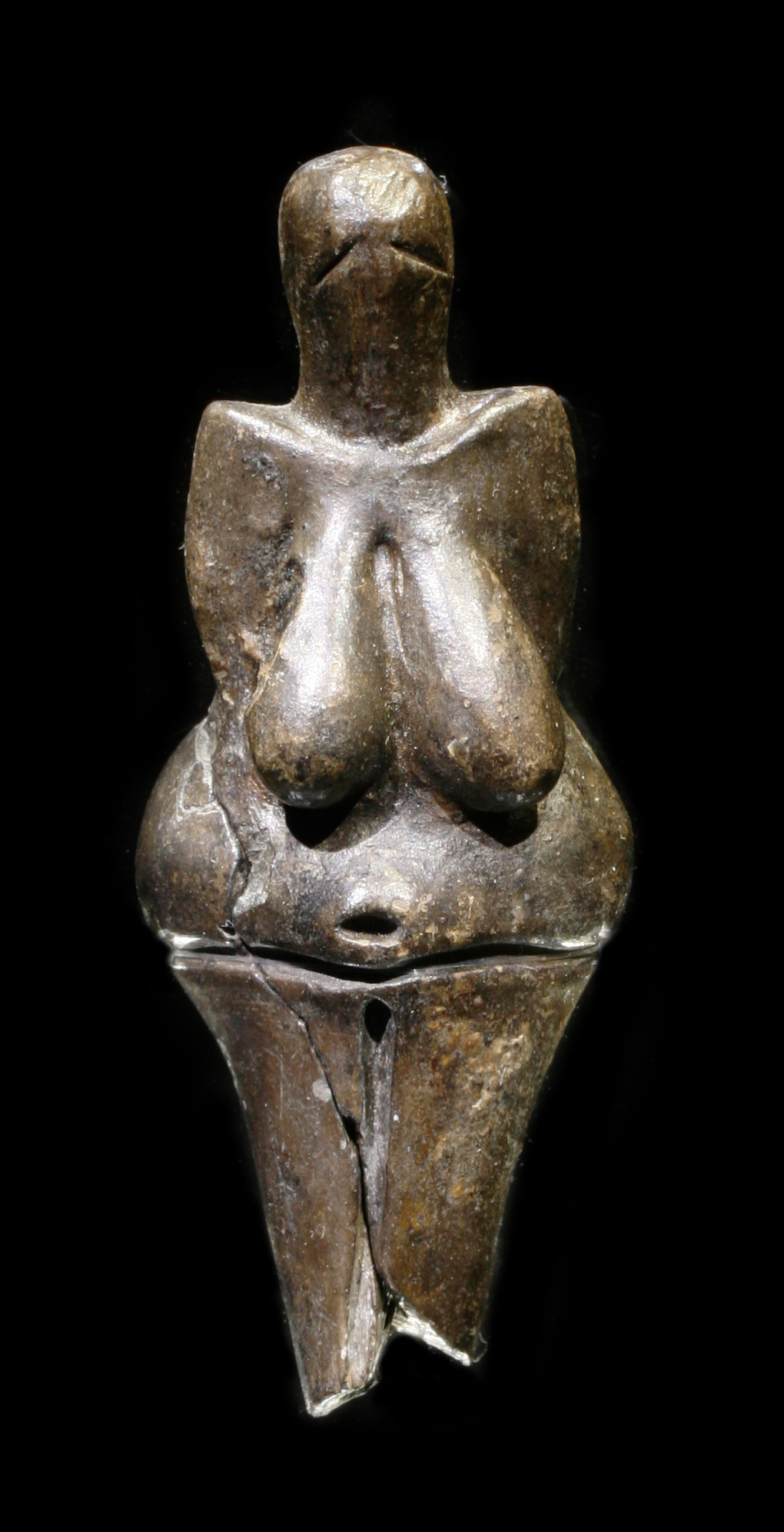
Die Venus von Dolní Věstonice

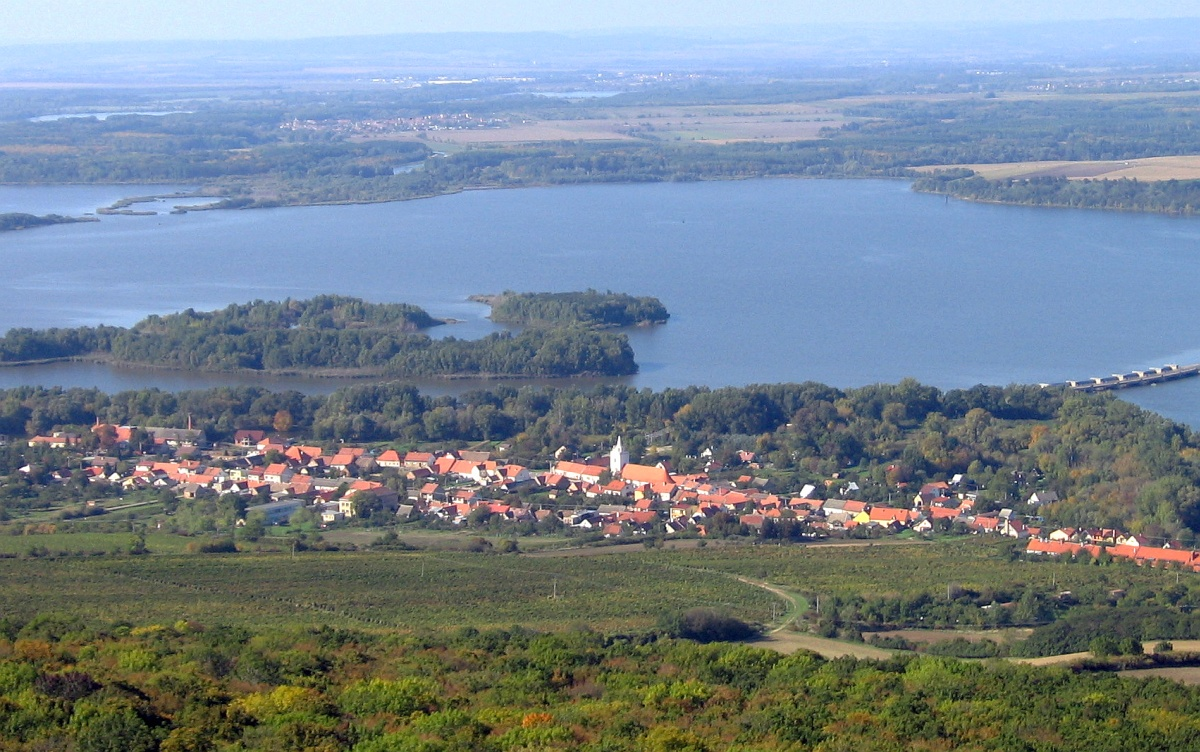
Dolní Věstonice im Jahr 2007

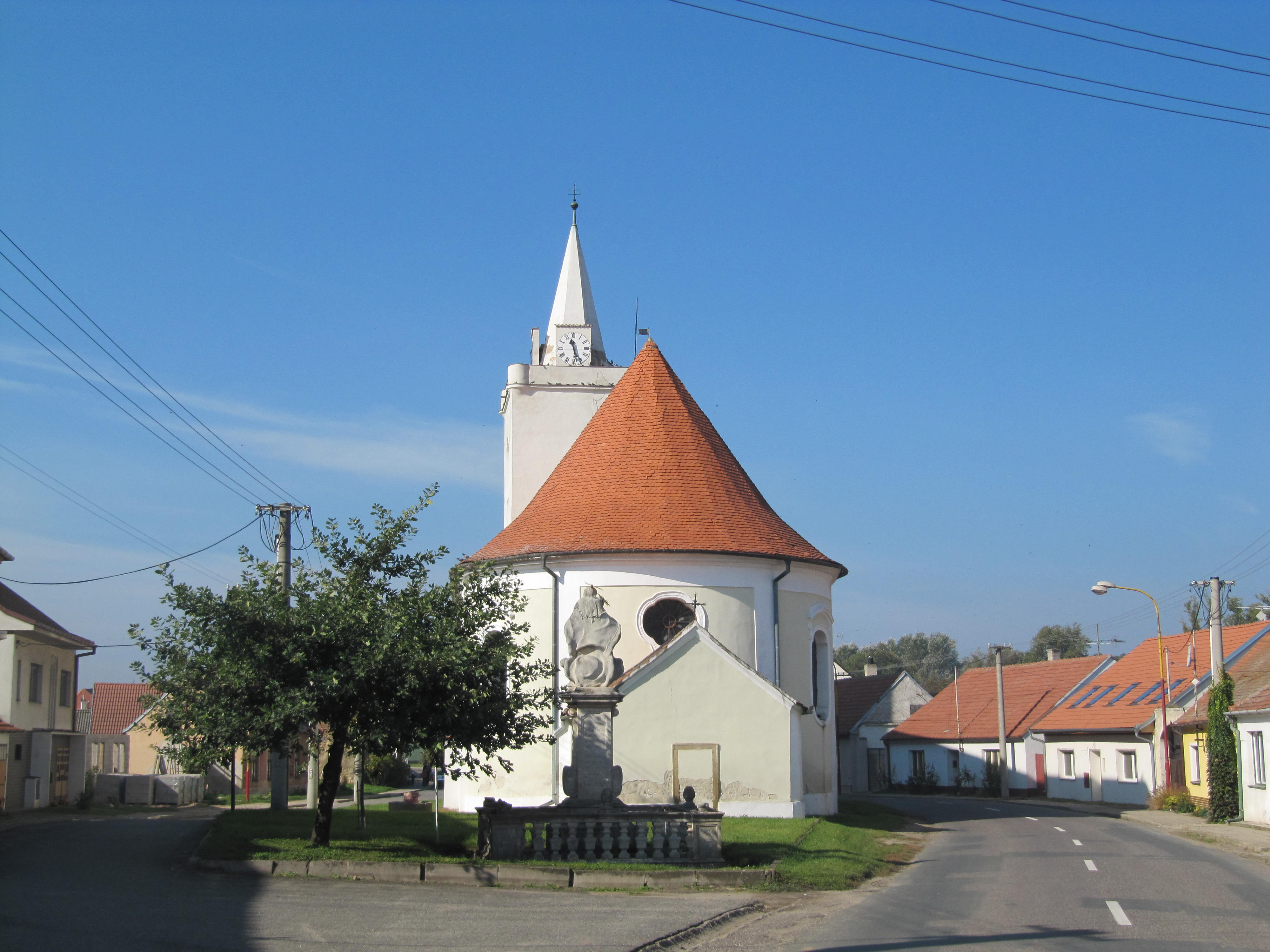
Dorfplatz mit Kirche

Archäologische Ausgrabungen (seit 1924) legten Siedlungsspuren und Fossilien von Mammutjägern aus der Zeit des jungpaläolithischen Gravettiens frei. Von besonderer Bedeutung sind mehrere Bestattungen, darunter eine 1986 gefundene Dreifachbestattung. In der sogenannten „Hütte des Schamanen“ wurden Tierfiguren aus gebranntem Löss sowie die Überreste zweier Brennöfen gefunden (älteste Objekte dieser Art neben Krems-Wachtberg und Krems-Hundssteig). Das berühmteste Fundstück ist die ebenfalls aus Ton gebrannte Venus von Dolní Věstonice. Aus dem Frühmittelalter (Großmährisches Reich) gibt es Reste einer befestigten Siedlung. Im 12. und 13. Jahrhundert kamen deutsche Siedler aus dem bairisch-österreichischen Raum, deren ui-Mundart mit ihren speziellen Bairischen Kennwörtern bis zur Vertreibung dieser Deutschsüdmährer 1945 gesprochen wurde. Sie kolonisierten das Land, brachten Ackergeräte aus Eisen mit und setzten neue landwirtschaftliche Anbaumethoden wie die ertragreiche Dreifelderwirtschaft ein.
Der Ort wird 1312 urkundlich erwähnt und erhält 1460 das Stadtrecht. Matriken wurden seit 1579 geführt. Ab dem 16. Jahrhundert siedelten Hutterer, die 1622 vertrieben wurden. Der Großteil von ihnen zog nach Siebenbürgen weiter. Bereits vorher bekämpften die Jesuiten, angetrieben von Adam von Dietrichstein, den neuen Glauben. Im Dreißigjährigen Krieg kam es 1619 zu einem Gefecht zwischen Aufständischen und Kaiserlichen auf der Peterswiese. Hierbei sollen an die 3000 Kaiserlichen gefallen sein. Im folgenden Rückzug ließ der kaiserliche Befehlshaber Dampierre das Dorf anzünden. Ab 1662 wurden Grundbücher im Ort geführt. Während der Napoleonischen Kriege wurde Unter-Wisternitz von französischen Truppen heimgesucht, welche große Mengen an Wein requirierten.
Die Bevölkerung von Unter-Wisternitz lebte zum Großteil von der Landwirtschaft. Hierbei nahm der seit Jahrhunderten gepflegte Weinbau eine besondere Rolle ein. Nach der Reblausplage von 1864 nahmen die angebauten Weinbauflächen kontinuierlich ab, so dass um 1945 nur noch ein 1/3 der Fläche von 1880 bebaut wurde. Neben dem üblichen Kleingewerbe besaß Unter-Wisternitz eine herrschaftliche Mühle, einen Ziegelofen, ein Brauhaus und zwei Betonwarenerzeugungen. Die Gründung einer Freiwilligen Feuerwehr erfolgte im Jahre 1880. Nach der Einführung der Telegrafie in Österreich-Ungarn wurde der Ort im Jahre 1898 an das Telegraphennetz angeschlossen.
Die Ortsbewohner waren 1910 zu mehr als 99 % deutschsprachig. Nach der Gründung der Tschechoslowakei kam es zu einem vermehrten Zuzug von Personen tschechischer Nationalität. Das Münchner Abkommen erzwang 1938 die Abtretung der sudetendeutschen Gebiete an das Deutsche Reich. Bis 1945 gehörte Unter-Wisternitz zum Reichsgau Niederdonau. Im Zweiten Weltkrieg hatte der Ort 44 Opfer zu beklagen. Nach Kriegsende wurden die im Vertrag von Saint-Germain (1919) festgelegten Grenzen wiederhergestellt. Nach Abzug der Roten Armee wurden die Häuser der deutschen Bewohner allmählich von ortsfremden Tschechen in Besitz genommen. Viele flohen über die nahe Grenze nach Österreich. Bei der „wilden“ Vertreibung der Ortsbevölkerung wurden vier Zivilisten getötet. Lediglich acht Unter-Wisternitzer verblieben im Ort. Etwa die Hälfte der Unter-Wisternitzer verbleiben in Österreich, die anderen wurden nach Bayern und Baden-Württemberg transferiert. Vier Personen wanderten in andere europäische Staaten, eine Person in die USA aus.

## Wappen und Siegel
Ein Ortssiegel ist seit 1490 bekannt. Das Siegel besteht aus einem Schild, welches eine Brücke, darüber zwei Weintrauben und darunter zwei Fische abbildet. Im Laufe der Jahrhunderte änderte sich das Siegel, beinhaltete aber immer die gleichen Figuren. Auch ein identes Wappen ist vorhanden.

## Einwohnerentwicklung
| 1793                                                                          | 630 | –   | –  |    |
| 1836                                                                          | 766 | –   | –  | –  |
| 1869                                                                          | 779 | –   | –  | –  |
| 1880                                                                          | 752 | 742 | 0  | 10 |
| 1890                                                                          | 826 | 812 | 1  | 13 |
| 1900                                                                          | 842 | 835 | 6  | 1  |
| 1910                                                                          | 771 | 768 | 3  | 0  |
| 1921                                                                          | 686 | 658 | 10 | 18 |
| 1930                                                                          | 688 | 642 | 36 | 10 |
| 1939                                                                          | 633 | –   | –  | –  |
| Quelle: 1793, 1836, 1850 aus: Südmähren von A–Z, Frodl, Blaschka              |     |     |    |    |
| Sonstige: Historický místopis Moravy a Slezska v letech 1848–1960, sv.9. 1984 |     |     |    |    |

## Baudenkmäler

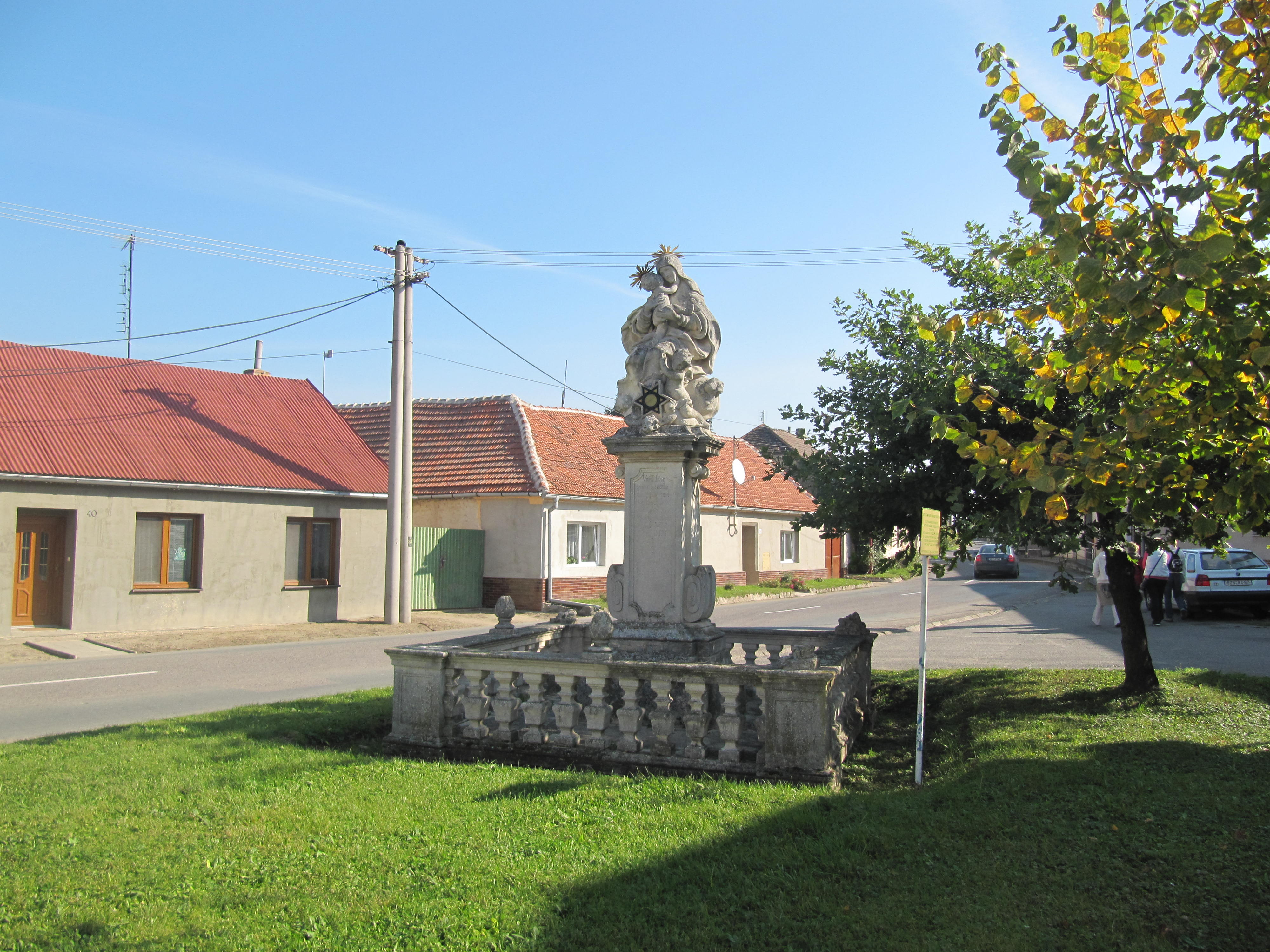
Marienstatue

- Pfarrkirche zum hl. Michael, um 1400 Pfarre urkundlich erwähnt. 1581 Umbau und Erweiterung. 1724–1743 neuerliche Erweiterung mit barocker Umgestaltung durch Ignaz Lengelacher und seine Werkstätte.
- Pfarrhaus (1850)
- Marienstatue (1700)[16]
- Volksschule (Kaiser-Franz-Josef-Jubiläums-Volksschule aus dem Jahre 1898)
- Schulgebäude (1575, 1812 aufgestockt)

## Tourismus
- Fundstücke der Ausgrabungen in einem Museum im Ort
- landschaftlich reizvolle Umgebung im Biosphärenreservat Untere Morava
- Freizeitangebote wie Wassersport und Fischfang

## Sagen aus dem Ort
- Die Feuermannderl
- Warum hier so viele Felberbam stehen
- Der Hexentritt von Unter-Wisternitz[17]
- Hexenumzug
- Die Goldhenne[18]